# Polyrhachis guérini
Polyrhachis guérini är en myrart som beskrevs av Julius Roger 1863. Polyrhachis guérini ingår i släktet Polyrhachis och familjen myror. Inga underarter finns listade i Catalogue of Life.